# جمال عليوي
جمال عليوي (2 يونيو 1982 في سانت إتيان) لاعب كرة قدم مغربي يلعب حاليا في نادي الدرجة الممتازة إف. س. سيون السويسري في خط الدفاع .

## مسيرته الرياضية
بدأ مسيرته الرياضية ناشئا في نادي ليون سنة 1999 ثم انتقل إلى نادي بيروجيا الإيطالي سنة 2002 وتمت إعارته إلى نادي كاتانيا سنة 2004 وفي السنة التالية انتقل إلى كروتوني ثم تمت إعارته إلى نادي ميتز سنة 2006 وفي السنة التالية انتقل إلى نادي إف. س. سيون .
انضم إلى صفوف منتخب المغرب الأولمبي وشارك في مسابقة كرة القدم بدورة الألعاب الأولمبية 2004 التي أقيمت في العاصمة اليونانية أثينا وخرج من الدور الأول . شارك مع المنتخب الأول في مباراتين دوليتين .

## روابط خارجية
- جمال عليوي على موقع الاتحاد الدولي (مؤرشف)  (الإنجليزية)
- جمال عليوي على موقع اتحاد تركيا (لاعب) (الإنجليزية)
- جمال عليوي على موقع رابطة كرة القدم الفرنسية للمحترفين (الإنجليزية)
- جمال عليوي على موقع قاعدة بيانات كرة القدم.إي يو (الإنجليزية)
- جمال عليوي على موقع ليكيب (الفرنسية)
- جمال عليوي على موقع ناشيونال فوتبول تيمز (الإنجليزية)
- جمال عليوي على موقع كووورة
- جمال عليوي على موقع أوليمبيديا (الإنجليزية)